# Andrew Bird
Andrew Bird (Chicago, 11 luglio 1973) è un musicista e cantautore statunitense.
Vive spostandosi tra Chicago e una fattoria vicina alla cittadina di Elizabeth nel nordovest dell'Illinois. È un polistrumentista e tra i molti strumenti da lui suonati vi sono il violino, la chitarra e il mandolino.

## Biografia
Dall'età di quattro anni è introdotto allo studio della musica con il metodo Suzuki.
Nel 1996 realizza il suo primo album da solista Music of Hair. Molto differente dagli album futuri, questo primo album mette in mostra le sue capacità di violinista. Collaborò con gli Squirrel Nut Zippers e nel 1997 divenne il leader della sua band Andrew Bird's Bowl of Fire con la quale, sempre nel 1997, realizzò l'album Thrills, che fu seguito da Oh! The Grandeur nel 1998.
Entrambi gli album furono molto influenzati da uno stile traditional folk e swing. Nel 2001 Bird realizzò The Swimming Hour la sua terza fatica con i Bowl of Fire, che fu un mix di stili musicali; infatti lo stesso Bird indicò questo album come il suo "album jukebox".
Dopo queste pubblicazioni, Bird realizzò due album solisti. Nel 2003 Weather Systems e nel 2005 Andrew Bird & the Mysterious Production of Eggs, dove continuò la sua progressione tra l'indie e il folk rock, aggiungendo alla chitarra la sua grande abilità con il violino.
Nel settembre 2006, Bird firma un contratto con la Fat Possum Records.
Il suo album solista Armchair Apocrypha fu realizzato nel marzo 2007, insieme al musicista elettronico Martin Dosh, ed include una traccia (proprio di Dosh) chiamata Simple X con testo scritto da Andrew Bird.
Nel gennaio 2007 ha partecipato come "Dr. Stringz" al programma televisivo per bambini Jack's Big Music Show e il 10 aprile dello stesso anno fece il suo debutto televisivo suonando Plasticities tratta da Armchair Apocrypha al Late Show di David Letterman. 
Ha fatto anche un'apparizione da Conan O'Brien al Late Night suonando, dallo stesso album, Imitosis.
Il 20 gennaio 2009 è uscito l'album, Noble Beast, anticipato dal singolo Oh No!, traccia di apertura del disco.
Questo album segna il ritorno alle vecchie atmosfere folk-pop di Andrew Bird & the Mysterious Production of Eggs, abbandonando le variazioni elettroniche che avevano caratterizzato Armchair Apocrypha, senza tuttavia dimenticare il gusto eclettico e particolare che avvolge i suoi lavori.
Nei suoi recenti tour, Bird ha iniziato ad utilizzare una chitarra Gibson ES-175 che ha rimpiazzato la sua Silvertone.
Nel 2012 ha pubblicato un nuovo lavoro, Break It Yourself, album registrato con un otto tracce nel suo granaio, e con una formazione a quattro.
Ha avuto esperienze in campo cinematografico come compositore e come attore. Nel 2010 ha tenuto una conferenza al  TED Talk  in cui ha suonato una sua composizione. Nel 2011 ha scritto e suonato "The Whistling Caruso" per il film I Muppet. Nel 2019 ha interpretato il personaggio di 'Thurman Smutney' nella quarta stagione della serie  Fargo.

## Discografia

### Album dei Bowl of Fire
- 1998 - Thrills
- 1999 - Oh! The Grandeur
- 2001 - The Swimming Hour

### Album da solista
- 1996 - Music of Hair
- 2003 - Weather Systems
- 2005 - Andrew Bird & the Mysterious Production of Eggs
- 2007 - Armchair Apocrypha (Fat Possum Records)
- 2009 - Noble Beast (Fat Possum Records)
- 2012 - Break It Yourself (Bella Union)
- 2012 - Hands of Glory (Mom + Pop Records)
- 2014 - Things Are Really Great Here, Sort Of... (Wegawam Music Co.)
- 2015 - Echolocations: Canyon (Wegawam Music Co.)
- 2016 - Are You Serious (Loma Vista/Universal Classics & Jazz)
- 2017 - Echolocations: River
- 2019 - My Finest Work Yet
- 2020 - Hark!
- 2021 - These 13
- 2022 - Inside Problems

### Album live
- 2002 - Fingerlings (Grimsey Records) Live
- 2004 - Fingerling 2 (Grimsey) Live
- 2006 - Fingerlings 3 (Grimsey) Live
- 2008 -  Live In Montreal (Bella Union) Live

### Singoli ed EP
- 2002 - The Ballad of the Red Shoes EP
- 2005 - Sovay (Fargo Records) Singolo
- 2006 - Live at Bonnaroo music Festival EP Live
- 2007 - Soldier On EP
- 2013 - I Want to See Pulaski at Night

### Altre apparizioni ed album
- Kiltartan Road – Joy to the Morning (1995)
- Kat Eggleston – Outside Eden (1996, Waterbug Records)
- Lil Ed and Dave Weld with The Imperial Flames – Keep On Walkin' (1996, Earwig Records)
- Andrew Calhoun – Phoenix Envy (1996, Earwig)
- Charlie Nobody – Soup (1996)
- Squirrel Nut Zippers – Hot (1997, Mammoth Records)
- Squirrel Nut Zippers – Perennial Favorites (1998, Mammoth)
- Rose Polenzani – Dragersville (1998, The Orchard)
- Pinetop Seven – Rigging the Toplights (1998)
- Extra Virgin – Twelve Stories High (1999)
- Kevin O'Donnell – Heretic Blues (1999, Delmark Records)
- Andrew Calhoun – Where Blue Meets Blue (1999, Waterbug)
- Sally Timms – Cowboy Sally's Twilight Laments for Lost Buckaroos (1999, Bloodshot Records)
- Squirrel Nut Zippers – Bedlam Ballroom (2000, Hollywood Records)
- The Blacks – Just Like Home (2000, Bloodshot)
- The Handsome Family – In the Air (2000, Carrot Top Records)
- Devil in a Woodpile – Division Street (2000, Bloodshot)
- Kevin O'Donnell – Control Freak (2000 · Delmark Records)
- Neko Case – Canadian Amp (2001)
- The Verve Pipe – Underneath (2001, RCA Records)
- Jenny Toomey – Antidote (2001, Misra Records)
- Kelly Hogan – Because It Feel Good (2001, Bloodshot)
- Sinister Luck Ensemble – Anniversary (2002, Perishable Records)
- Abandon Jalopy – Mercy (2002)
- Kristin Hersh – The Grotto (2003)
- The Autumn Defense – Circles (2003, Arena Rock Recording Co.)
- Bonnie 'Prince' Billy – Sings Greatest Palace Music (2004, Drag City Records)
- Rufus Wainwright – Live at Neum (2004)
- Bobby Bare, Jr. – From the End of Your Leash (2004, Bloodshot)
- Nora O'Connor – Til the Dawn (2004, Bloodshot)
- Ani DiFranco – Knuckle Down (2005, Righteous Babe Records)
- My Morning Jacket – Z (2005, ATO Records)
- Bobby Bare – The Moon Was Blue (2005, Dualtone Music Group)
- Emily Loizeau – London Town (in French and English) (2006)
- Dosh – The Lost Take (2006, anticon.)
- Candi Staton – His Hands (2006, Astralwerks)
- Magnolia Electric Co. – The Black Ram (2007, Secretly Canadian)
- KFOG Live From the Archives Volume 14 – (2007)